# Udzierz (gromada)
Udzierz – dawna gromada, czyli najmniejsza jednostka podziału terytorialnego Polskiej Rzeczypospolitej Ludowej w latach 1954–1972.
Gromady, z gromadzkimi radami narodowymi (GRN) jako organami władzy najniższego stopnia na wsi, funkcjonowały od reformy reorganizującej administrację wiejską przeprowadzonej jesienią 1954 do momentu ich zniesienia z dniem 1 stycznia 1973, tym samym wypierając organizację gminną w latach 1954–1972.
Gromadę Udzierz z siedzibą GRN w Udzierzu utworzono – jako jedną z 8759 gromad na obszarze Polski – w powiecie starogardzkim w woj. gdańskim na mocy uchwały nr 23/III/54 WRN w Gdańsku z dnia 5 października 1954. W skład jednostki wszedł obszar dotychczasowej gromady Bukowiny, ponadto osady Długolas i Komorze z dotychczasowej gromady Kościelna Jania, osada Grabowiec z dotychczasowej gromady Leśna Jania oraz osada Cisowy z dotychczasowej gromady Rynkówka – ze zniesionej gminy Leśna Jania w tymże powiecie i województwie, a także obszar dotychczasowej gromady Udzierz (bez przysiółków Grabowa Góra i Blizawy) oraz miejscowości Jaszczerek, Jaszczerz i Okarpiec z dotychczasowej gromady Przewodnik – ze zniesionej gminy Lipinki w powiecie świeckim w woj. bydgoskim. Dla gromady ustalono 11 członków gromadzkiej rady narodowej.
1 stycznia 1959 gromadę zniesiono, włączając jej obszar do gromady Osiek w tymże powiecie.